# Grand modèle de concert (clavecin)
Le clavecin dit « Grand modèle de concert » est le type de clavecin construit par la firme Pleyel en collaboration avec Wanda Landowska à partir de 1912, et pour son propre usage : elle l'utilisera tout au long de sa carrière.

## Historique
La firme Pleyel a construit son premier clavecin pour l'Exposition Universelle de Paris en 1889. Cet instrument, joué par Louis Diémer lors de plusieurs concerts, ainsi que ceux que Pleyel continue à produire pendant les années suivantes, s'éloigne de la construction traditionnelle notamment par sa structure plus massive, l'absence de fond, une table d'harmonie sensiblement plus épaisse, la présence d'un pédalier en lyre, des étouffoirs spécifiques, tous caractères hérités, comme ses deux claviers, du piano qui avait remplacé le clavecin à l'orée du XIXe siècle. 

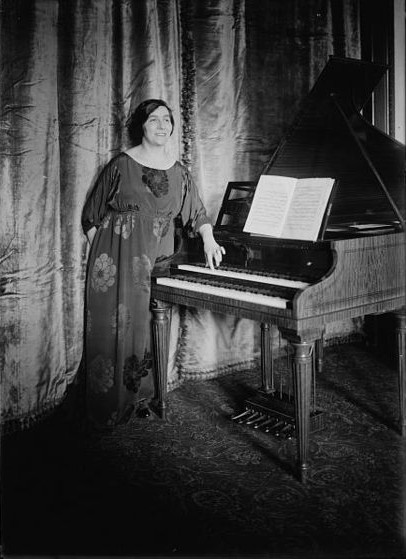
Wanda Landowska et le clavecin Pleyel

Arrivée à Paris au début du XXe siècle après des études à Varsovie et à Berlin, la pianiste virtuose polonaise Wanda Landowska découvre le clavecin et se passionne pour cet instrument. Elle commence en 1903 à interpréter quelques pièces au clavecin pendant ses concerts. En 1904 a lieu à la Hochschule für Musik (École supérieure de musique) de Berlin son premier concert entièrement sur clavecin, sur un instrument Pleyel. Elle finit par se consacrer exclusivement au clavecin et obtient des succès mémorables, contribuant à le populariser auprès d'un public qui redécouvre — sous une forme modernisée — cet instrument alors encore largement oublié. 
Insatisfaite par sa recherche de clavecins anciens en état de jouer, elle commande à la maison Pleyel la construction d'un clavecin qu'elle inaugure en 1912 au festival Bach de Breslau ; ce sera le « Grand modèle de concert » : l'instrument doit supporter sans dommage les déplacements pour les concerts, ce qui en influencera la conception. En effet, à cette époque, aucun clavecin en état de marche n'est disponible dans aucune des différentes villes où elle se produit, que ce soit en Europe ou en Amérique : force est donc de voyager avec ses instruments, par la route, le train ou le paquebot. À l'origine, la structure était entièrement en bois, mais l'instrument verra apparaître en 1923 un cadre métallique destiné à le rigidifier et à supporter sans faiblir l'importante tension des cordes. 
180 instruments, avec quelques variantes, seront produits de 1889 à 1969 dont à peine la moitié avec le cadre métallique qu'il n'apparut qu'à partir de 1923, et Wanda Landowska lui restera fidèle jusqu'à la fin de sa vie. En fait, elle n'acquit deux instruments qu'après la guerre aux USA. Auparavant, ils lui étaient prêtés par Pleyel qui assurait la publicité pour ses clavecins par l'intermédiaire de la plus renommée des interprètes. Pleyel fera aussi quelques exemplaires en réduction appelés "modèle réduit" sans le jeu de 16 pieds mais avec le cadre métallique dont la tessiture ne faisait pas les 5 octaves (la grave-fa aigu). Vers 1968, Pleyel fera trois exemplaire appelés "Trianon" très simplifiés et assez courts, sans cadre métallique, dont deux ne furent jamais vendus à l'époque.

## Description

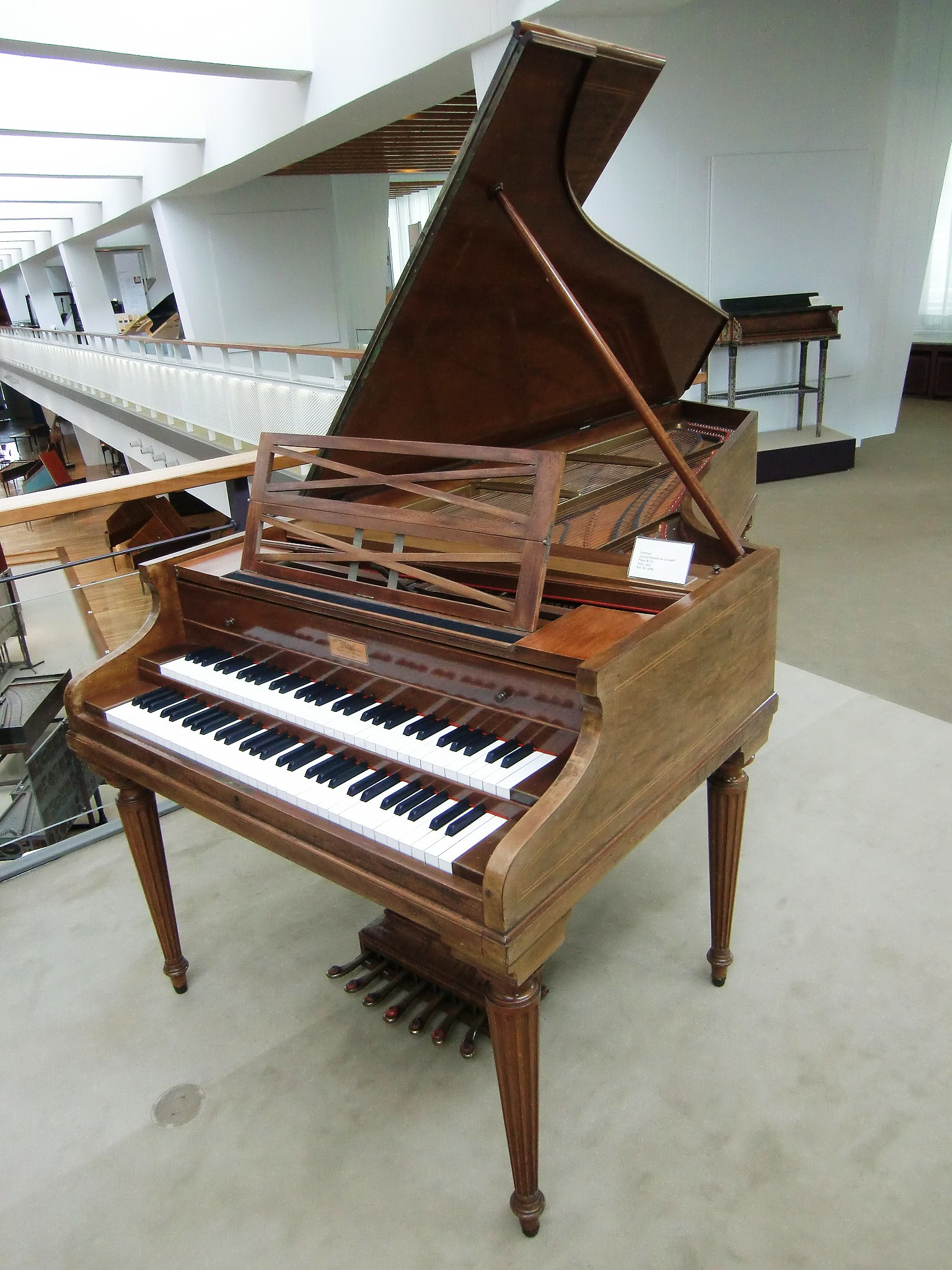
Clavecin Pleyel (1927)
« Grand Modèle de Concert »
Musikinstrumenten-Museum, Berlin

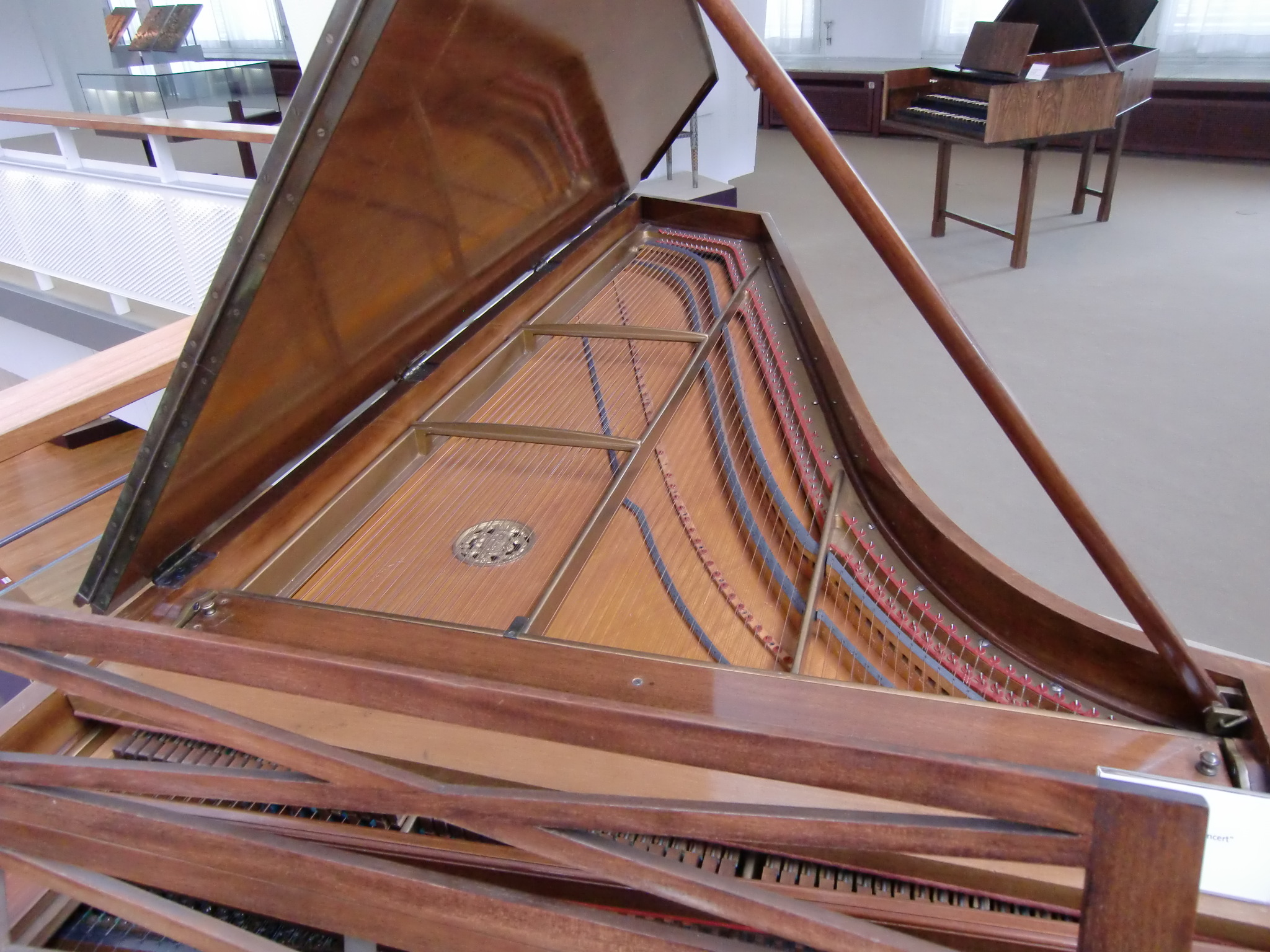
Le cadre métallique placé au-dessus de la table d'harmonie permet de résister à la tension des cordes

Le Grand modèle de concert hérite de la technologie développée pour cet instrument (avec des cordes filées sous forte tension (3.000 kg)) et s'écarte résolument des clavecins historiques réalisés avant la fin du XVIIIe siècle.
L'aspect général ressemble un peu à celui d'un piano à queue, avec toutefois deux claviers. 
La caisse est lourde et massive, sans fond et avec des renforts de section importante. La table d'harmonie est réalisée en contreplaqué de 3 couches de 2 mm chacune, en épicéa ; son barrage est analogue à celui d'un piano. 
À partir de 1923, un cadre métallique vient s'installer au-dessus, afin de résister à la tension des cordes. Car l'instrument en compte 5 jeux : 4', 2x8' avec jeu de luth, 16', nasal à l'anglaise. L'ajustement de la tension des cordes s'obtient au moyen de chevilles à enroulement micrométrique impliquant deux systèmes distincts et complémentaires permettant, le premier un accordage approximatif et l'autre un réglage fin.
L'introduction du jeu de 16 pieds, très rare dans les temps anciens, a été inspirée à Wanda Landowska par l'intérêt qu'elle portait au clavecin Hass de 1740, un des très rares clavecins anciens dotés de trois claviers d'origine, et qui possède un jeu de 16 pieds.  
Le Grand modèle de concert est conçu pour faciliter les changements de registration, grâce à une lyre comportant 7 pédales qui fonctionnent tout d'abord de façon inversée : les registres sont engagés par la pédale en position haute, et il faut enfoncer cette dernière pour mettre le jeu hors fonction (pédales dites "négatives". Seules les pédales du jeu de luth et une pédale registrant un 8 pieds du clavier supérieur sont inversées de façon "positive" c'est-à-dire lorsque ces pédales sont appuyées vers le bas. Sur le tard, dès 1954, ce mode de fonctionnement sera le plus souvent inversé (toutes les pédales dites "positives"). Jusqu'en 1969, date de fabrication du dernier grand clavecin Pleyel, on trouvera l'une ou l'autre des possibilités, au choix. En 1957 le claveciniste Rafael Puyana demanda à Pleyel de rapprocher les deux claviers de manière à pouvoir jouer simultanément les deux claviers avec une seule main. 
Les deux claviers ressemblent à ceux des pianos dans leur allure générale et sont abondamment feutrés. Par leur pesanteur et leur inertie, en particulier le clavier inférieur, leur toucher demande une technique spécifique pour jouer convenablement. Leur accouplement se fait à l'aide d'une des pédales. 
L'étendue est de 5 octaves, de Fa à Fa.
Les sautereaux sont en bois et avaient des plectres en cuir. Ils sont lestés de plomb pour les forcer à retomber malgré la tension des cordes. Quant aux étouffoirs des jeux principaux de 8', ils ne sont pas montés sur les sautereaux, à la mode ancienne, mais sont des pièces oblongues munies de feutrine  fixés sous des "leviers" horizontaux passant au dessus des sautereaux et mis en mouvement lorsque les sautereaux sont relevés, nécessitant un toucher plus appuyé. Ces étouffoirs indépendants, s'ils alourdissent le toucher, ont l'avantage, d'une part d'étouffer toujours correctement les jeux de 8', et d'autre part de provoquer un effet sonore voulu par son concepteur, Gustave Lyon, lorsqu'on joue un jeu de huit pieds sur l'un des claviers, le huit pieds de l'autre clavier s'il est parfaitement accordé va résonner par sympathie, libéré de l'étouffement. C'est la philosophie du grand clavecin Pleyel. On estime aujourd'hui qu'ôter les étouffoirs indépendants de cet instrument pour alléger son toucher revient à lui enlever la plus grande partie de sa valeur historique.

## Appréciations
Les images et appréciations concernant Wanda Landowska et le clavecin Pleyel sont inséparables : unanimement admirés en leur temps, l'artiste et son instrument ont été par la suite parfois durement critiqués.
« Her [Landowska's] halo extended to her instrument which was accepted without question as "the" harpsichord. » (Son aura s'étendait à son instrument qui était accepté sans discussion comme "le" clavecin par excellence - Zuckermann, op.cit. page 164).
De nos jours, il n'est pratiquement plus utilisé pour l'interprétation du répertoire baroque, en particulier pour leur enregistrement, mais le reste pour certaines œuvres qui lui étaient spécifiquement dédiées.
« It had a great variety of tone color and was musically acceptable until the 1970s. » (Il avait une grande variété de nuances sonores et fut musicalement acceptable jusqu'aux années 1970, Kipnis op.cit. page 378). Selon le même auteur, il était aussi considéré, parmi tous les clavecins « modernes » de la première moitié du XXe siècle, comme ayant le plus de caractère.
Le son émis par le Grand Modèle de Concert est très différent de celui d'un clavecin de facture traditionnelle, pour plusieurs raisons : l'instrument n'a pas de fond (la caisse est ouverte vers le bas), la structure est lourde et massive, certaines cordes sont filées dans les basses des jeux de 8 pieds et sur l'intégralité du jeu grave de 16 pieds, les plectres étaient en cuir tanné, la table d'harmonie est épaisse et encerclée d'un cadre métallique. Dès 1948, Norbert Dufourcq remarque que « certains en discutent d'ailleurs le bien-fondé puisqu'il agit sur la sonorité de l'instrument » (op.cit. page 20), mais s'empresse d'ajouter que « seul le cadre permet de tendre suffisamment les cordes pour assurer au clavecin le diapason moderne » (en oubliant seulement que le même résultat pouvait être obtenu en diminuant la grosseur des cordes ou leur longueur, donc en n'adoptant pas telles quelles les caractéristiques du piano à queue). 
Malgré l'aspect imposant de l'instrument, le son a parfois été considéré comme décevant surtout si les plectres sont tous en cuir ; c'est en tout cas l'appréciation de Wolfgang Zuckermann qui n'aimait pas les clavecins dits "modernes" (op.cit. page 164) : « The tonal result of this enormous fortification is predictably poor » (Le rendu sonore de cette énorme forteresse est pauvre, de façon prévisible) - son livre paraît en 1969, dix ans après le décès de Landowska et alors que le retour à la facture traditionnelle est en route depuis plusieurs années. Il critique aussi la difficulté de l'accordage : « I find that tuning Pleyels takes at least twice as long as ordinary harpsichords. » (Je trouve qu'accorder un Pleyel prend au moins deux fois plus de temps qu'un clavecin ordinaire, op.cit. page 165). 
Aujourd'hui, des clavecinistes et amateurs redécouvrent peu à peu les "clavecins du renouveau" dont le grand Pleyel qui, sous ses défauts, sait dévoiler ses qualités. 
Cet instrument, comme tous les clavecins, a besoin de sonner dans une pièce conçue pour favoriser son chant et contrairement à ce que l'on croyait au début du XXe siècle, ce clavecin comme tout autre ne sait sonner convenablement dans une grande salle de concert. 
De nos jours, on a tendance à remplacer le cuir par du Delrin pour rendre les attaques plus claires, sauf le 16 pieds qui doit être maintenu en cuir pour la beauté de sa sonorité.